# Podu Rizii, Dâmbovița
Podu Rizii este un sat în comuna Sălcioara din județul Dâmbovița, Muntenia, România.
La recensământul din 18 martie 2002, populația satului Podu Rizii era de 772 locuitori și satul avea 297 de case.

## Monumente istorice
Pe Lista monumentelor istorice din Județul Dâmbovița (2004) , în satul Podu Rizii este recenzat următorul obiectiv:
- Biserica "Sf. Nicolae”, construită în anul 1870, cod LMI: DB-II-m-B-17647.